# یواس‌اس بوری (دی‌دی-۷۰۴)
یواس‌اس بوری (دی‌دی-۷۰۴) (به انگلیسی: USS Borie (DD-704)) یک کشتی بود که طول آن ۱۱۴٫۸ متر (۳۷۷ فوت) بود. این کشتی در سال ۱۹۴۴ ساخته شد.